# Djurås
Djurås est le chef-lieu de la commune de Gagnef dans le comté de Dalécarlie, en Suède.